# Bound on the Wheel
Bound on the Wheel é um filme mudo norte-americano de 1915, do gênero drama, dirigido por Joe De Grasse e estrelado por Lon Chaney. O filme é agora considerado perdido.

## Elenco
- Elsie Jane Wilson - Cora Gertz
- Lon Chaney - Tom Coulahan
- Lydia Yeamans Titus - Sr. Coulahan
- Arthur Shirley - Hans
- George Berrell
- Lule Warrenton - Sra. Gertz
- Thomas Webster